# Bruno von Freytag-Löringhoff
Bruno Baron von Freytag-Löringhoff (* 11. Juni 1912 in Bilderlingshof, heute Bulduri (Ortsteil von Jūrmala), bei Riga, Russisches Kaiserreich; † 28. Februar 1996 in Tübingen) war ein deutscher Philosoph und Mathematiker.

## Leben
Nach dem Besuch von Vorlesungen aus Mathematik, Physik, Musikwissenschaften und Philosophie an den Universitäten Greifswald und München hatte Freytag 1936 in Greifswald in Philosophie promoviert und sich nach Kriegsteilnahme 1944 in Freiburg im Breisgau und 1947 in Tübingen habilitiert. Ab 1955 war Freytag-Löringhoff Professor für Philosophie an der Universität Tübingen. 1957 rekonstruierte er die nur in dürftigen Skizzen überlieferte erste Rechenmaschine von 1623 des Tübinger Astronomieprofessors Wilhelm Schickard. Er baute auch die Rechenstäbe von Schickard nach. Nach seiner Emeritierung 1977 beschäftigte sich Freytag mit den Strukturen der noch neuen PCs.
Die klassische Archäologin Bettina von Freytag genannt Löringhoff war eine Tochter Bruno von Freytag-Löringhoff.

## Philosophisches Werk
Die Frage von Freiheit und Zufall beschäftigte ihn zeitlebens. In seinem Hauptwerk wandte sich Freytag-Löringhoff zunächst der Erforschung einer Grundfrage der Mathematik-Philosophie nach der Seinsweise des Mathematischen zu. Sein Doktorvater, der Greifswalder Philosoph Günther Jacoby, hatte die Denkansätze in seiner „kritischen Ontologie“ konzipiert. Der Ansatz Jacobys ist neben dem von Nicolai Hartmann für Freytag-Löringhoffs gesamtes Philosophieren bestimmend geblieben.
Freytag-Löringhoffs Darstellung der klassischen Logik in neuer symbolischer Gestalt sowie die dadurch ermöglichte Weiterentwicklung dieser Logik gehen auf Anregungen Jacobys zurück. Freytags philosophische Grundthese zur Logik ist, dass die auf die traditionelle Logik zurückgehende Begriffslogik die allgemeine und grundlegende Logik schlechthin darstelle und dass alle Formen der modernen mathematischen Logik – von ihm als „Urteilslogik“ bezeichnet – lediglich Anwendungen beziehungsweise Spezialisierungen dessen seien, was in dieser Idee der „reinen“ Logik bereits vorgezeichnet sei.
In Computerprogrammen versuchte Freytag-Löringhoff seine Erkenntnisse praktisch umzusetzen („Tübinger Logik“, BASIC-Programme von 1977). Der durch Jacoby vorgegebene Gegensatz zwischen „Logik“ und „Logistik“ schwächte sich später ab, vor allem durch eine Doktorarbeit von v. Petzinger, die das Verhältnis von Begriffs- und „Urteilslogik“ abgrenzte.

## Schriften
- Die ontologischen Grundlagen der Mathematik. Eine Untersuchung über die „mathematische Existenz“. Niemeyer, Halle 1937.
- Zur Seinsweise der mathematischen Gegenstände. In: Deutsche Mathematik. Band 4, Hrsg. Theodor Vahlen, Ludwig Bieberbach, 1939, S. 238–240.
- Gedanken zur Philosophie der Mathematik. Meisenheim/Glan 1948.
- Über das System der modi des Syllogismus. In: Zeitschrift für philosophische Forschung. Jg. 4, Heft 2, 1949, S. 235–256.
- Thesen und Diskussion über philosophische Vorfragen der Logistik in einem Symposion des Dritten Deutschen Kongresses für Philosophie in Bremen 1950. In: Kongreßbericht Symphilosophein. Lehnen, München 1952, S. 161–203. Bearbeitet von Arnold Schmidt.
- Wahrscheinlichkeit, Kausalität und Freiheit. In: Philosophia naturalis. Band 2, Nr. 2, 1952, S. 35–49.
- Zur Logik als Lehre von Identität und Verschiedenheit. In: Actes du XIème Congrès International de Philosophie Bruxelles, 1953. Band 5, Brüssel 1953, S. 19–24.
- Über das hypothetische Urteil und den Rückschluß auf seine Prämissen. In: Zeitschrift für philosophische Forschung. Jg. 9, Heft 1, 1955, S. 56–76.
- Logik. Ihr System und ihr Verhältnis zur Logistik. Kohlhammer, Stuttgart 1955. 4. Auflage, Stuttgart 1966.
- Logik I. Das System der reinen Logik und ihr Verhältnis zur Logistik. Kohlhammer, Stuttgart 1955. 5. Auflage, Stuttgart 1972.
- Logik II. Definitionstheorie und Methodologie des Kalkülwechsels. Kohlhammer, Stuttgart 1967.
- Über einen Irrtum Bolzanos und das Verhältnis zwischen Begriffs- und Urteilslogik. In: Zeitschrift für Philosophische Forschung. Jg. 25, Heft 3, 1971, S. 327–344.
- Neues System der Logik. Symbolisch-symmetrische Rekonstruktion und operative Anwendung des aristotelischen Ansatzes. Felix Meiner, Hamburg 1985, ISBN 3-7873-0636-6 (online, PDF, 67 MB).
- Etwas über meinen akademischen Weg nach Tübingen. In: Bausteine zur Tübinger Universitätsgeschichte, Bd. 6 (1992), S. 121–126.
- Wilhelm Schickards Tübinger Rechenmaschine von 1623. 6. Aufl., bearb. von Friedrich Seck (= Kleine Tübinger Schriften, Bd. 45). Universitätsstadt Tübingen/Kulturamt 2022, ISBN 978-3-941818-47-7.